# Піщанівська сільська рада
Піща́нівська сільська́ ра́да — адміністративно-територіальна одиниця та орган місцевого самоврядування в Бахчисарайському районі Автономної Республіки Крим. Адміністративний центр — село Піщане.

## Загальні відомості
- Населення ради: 1 808 осіб (станом на 2001 рік)

## Населені пункти
Сільській раді підпорядковані населені пункти:
- с. Піщане
- с. Берегове

## Склад ради
Рада складається з 16 депутатів та голови.
- Голова ради: Гаранін Олександр Миколайович

### Керівний склад попередніх скликань
| Прізвище, ім'я, по батькові   | Основні відомості                                                 | Дата обрання | Дата звільнення |
| ----------------------------- | ----------------------------------------------------------------- | ------------ | --------------- |
| Кікава Петро Датікович        | Сільський голова, 1962 року народження, безпартійний              | 26.03.2006   | 31.10.2010      |
| Гаранін Олександр Миколайович | Сільський голова, 1962 року народження, освіта вища, безпартійний | 31.10.2010   |                 |

Примітка: таблиця складена за даними сайту Верховної Ради України

### Депутати
За результатами місцевих виборів 2010 року депутатами ради стали:

#### За суб'єктами висування
| Суб'єкт висування       | Кількість обраних депутатів | %    |
| ----------------------- | --------------------------- | ---- |
| Партія регіонів         | 7                           | 43,8 |
| Самовисування           | 6                           | 37,5 |
| Партія «Союз»           | 2                           | 12,5 |
| Партія «Справедливість» | 1                           | 6,3  |

#### За округами
| № округу                | Прізвище, ім'я, по батькові   | Дата визнання обраним | Освіта           | Партійна приналежність       | Відомості про обраного депутата                                                 |
| ----------------------- | ----------------------------- | --------------------- | ---------------- | ---------------------------- | ------------------------------------------------------------------------------- |
| Партія регіонів         |                               |                       |                  |                              |                                                                                 |
| 3                       | Полторак Микола Миколайович   | 04.11.2010            | середня          | член Партії регіонів         | Піщанівська сільська рада, спеціаліст 1 категорії                               |
| 5                       | Кузнецова Олена Миколаївна    | 04.11.2010            | вища             | член Партії регіонів         | сільський клуб, завідувачка                                                     |
| 6                       | Острік Алла Володимирівна     | 04.11.2010            | вища             | член Партії регіонів         | Вілінська загальноосвітня школа № 2, вчитель                                    |
| 7                       | Шабанова Оксана Володимирівна | 04.11.2010            | вища             | член Партії регіонів         | приватний підприємець                                                           |
| 10                      | Саврикова Тетяна Микитівна    | 04.11.2010            | середня          | член Партії регіонів         | пенсіонер                                                                       |
| 12                      | Блажко Галина Леонідівна      | 04.11.2010            | вища             | член Партії регіонів         | школа-гімназія, вчитель                                                         |
| 16                      | Панченко Володимир Григорович | 04.11.2010            | середня          | член Партії регіонів         | оздоровчий комплекс КНУ ім. Шевченка, культпрацівник                            |
| Партія «Союз»           |                               |                       |                  |                              |                                                                                 |
| 11                      | Жидкова Тетяна Анатоліївна    | 04.11.2010            | середня          | член Партії «Союз»           | пенсіонер                                                                       |
| 15                      | Твердова Ольга Юр'ївна        | 04.11.2010            | незакінчена вища | член Партії «Союз»           | приватний підприємець                                                           |
| Партія «Справедливість» |                               |                       |                  |                              |                                                                                 |
| 8                       | Кір'ян Марія Павлівна         | 04.11.2010            | вища             | член Партії «Справедливість» | пенсіонер                                                                       |
| Самовисування           |                               |                       |                  |                              |                                                                                 |
| 1                       | Баландін Володимир Андрійович | 04.11.2010            | вища             | позапартійний                | приватний підприємець                                                           |
| 2                       | Кущ Сергій Іванович           | 04.11.2010            | вища             | позапартійний                | директор, ЦОО «Піщане»                                                          |
| 4                       | Гараніна Людмила Миколаївна   | 04.11.2010            | вища             | позапартійна                 | державна податкова інспекція Бахчисарайського району, гол. податковий інспектор |
| 9                       | Панченко Сергій Васильович    | 04.11.2010            | вища             | позапартійний                | ЛОКУ ДОК «Южний», директор                                                      |
| 13                      | Кенджалієв Редван Якубович    | 04.11.2010            | середня          | позапартійний                | приватний підприємець                                                           |
| 14                      | Кашеєва Валентина Миколаївна  | 04.11.2010            | середня          | позапартійна                 | пенсіонер                                                                       |